# Cayucos
Cayucos – jednostka osadnicza w Stanach Zjednoczonych, w stanie Kalifornia, w hrabstwie San Luis Obispo, nad Oceanem Spokojnym.